# Степ (Вишньореутчанська сільрада)
Степ (рос. Степь) — хутір в Медвенському районі Курської області Російської Федерації.
Населення становить 0 осіб. Входить до складу муніципального утворення Вишньореутчанська сільрада.

## Історія
Населений пункт розташований на території українського етнічного та культурного краю Східна Слобожанщина.
Від 2004 року входить до складу муніципального утворення Вишньореутчанська сільрада.

## Населення
| 2002 | 2010 |
| ---- | ---- |
| 14   | ↘0   |